# Palazzo Cusini
Il palazzo Cusini è un palazzo storico di Milano, sito in via Durini al civico 9.

## Storia
Il palazzo venne progettato da Adolfo e Aldo Zacchi nel 1928 come residenza della famiglia Cusini, attiva nell'imprenditoria tessile.
Venne costruito su un'area già di pertinenza del vicino palazzo Litta Cusini Modignani, all'epoca prospettante sulla parallela via Passarella, e oggi sul corso Europa.

## Caratteristiche
La facciata, pomposa e monumentale, venne progettata in stile palladiano rivisitato secondo gli stilemi novecenteschi. Essa è scandita da colossali colonne joniche, alla cui sommità sono poste delle statue rappresentanti le Arti, opera di Salvatore Saponaro. La facciata si conclude con una balaustra sormontata da obelischi.
L'interno conta cinque piani, collegati da una scala affrescata probabilmente dallo stesso Saponaro; le inferriate, in ferro battuto, sono opera di Alessandro Mazzucotelli, e rappresentano fiori di canapa, alludendo all'attività del proprietario.
Il cortile interno, ben più sobrio del resto della costruzione, apparteneva in origine al limitrofo palazzo Litta.